# 櫻崎歩
櫻崎 歩（さくらざき あゆみ、11月21日 - ）は、日本のリポーター。TCP Artist所属。

## 人物
千葉県出身。
漢字検定準2級、英語検定3級、日本フードコーディネーター、普通自動車免許の資格を所有。

## 出演等
（出典：）

### 現在出演中番組
- J:COM市川
  - 『マイタウンいちかわ』リポーター

### 過去出演番組
- Bay net
  - 『中央区広報番組』リポーター
- 競輪&オートレースの補助事業
  - 『RING!RING!プロジェクト』リポーター
- J:COM
  - (JCN)大田『デイリー大田』リポーター
  - (JCN)関東『デイリーニュース』キャスター
  - (JCN)武蔵野三鷹『デイリー武蔵野三鷹』キャスター
  - (JCN)千葉『デイリー千葉』キャスター
- TVS
  - 『バッハプラザ』オート担当リポーター
  - 『週刊彩の国ニュース』リポーター
- 豊島ケーブルネットワーク
  - 『ウィークリーとしま』キャスター
- GAORA/TCN
  - 都市対抗野球大会 勝利監督インタビュア&応援席リポーター
- TX
  - 『てれとshop』
  - 『i-nori』webリポーター
- TVO
  - 『Zoom-upカンパニー』リポーター
- テプコケーブルテレビ
  - 『彩遊喜』リポーター
- JCTV
  - 『TGC年始スペシャルお年玉プレゼント』MC

### 掲載
- オートレースモバイル
  - 「ダイエット塾〜目指せキラキラ女子」連載